# Nazionale maschile di rugby a 15 dello Sri Lanka
La nazionale di rugby XV dello Sri Lanka rappresenta il Sri Lanka nel rugby a 15 in ambito internazionale, dove è inclusa fra le formazioni di terzo livello.

## Rosa della squadra
PILONI:
- J. Ranaweera (CH&FC)
- Shashika Cooray (CH&FC)
- Shamil Mohamed (CR&FC)
- Henry Terrence (CR&FC)
- D. Boteju (CR&FC)
- Shafi Hassan (Havelock SC)
- N. D. Kothalawala (Army SC)

TALLONATORI:
- Naveen Weeratunga (CR&FC)
- Bilal Hassan (Royal College)
- Achala Perera (CH&FC)
- M Hettiarachchi (Police SC)
- Madushanka Padiepperuma (Air Force SC)

SECONDE LINEE:
- Gayan Weerakoon (CR&FC)
- Anurada Dharmatileka (CR&FC)
- Dayan Fernando (CR&FC)
- Sathya Ranatunga (CH&FC)
- Dinesh Sanjeewa CH&FC)

FLANKERS:
- Pavithra Fernando (CR&FC)
- Dhanushka Perera (CR&FC)
- Ashean Karthelis (CR&FC)
- Dilanka Wijesekera (CH&FC)
- Dinesh Weeraratne (Air Force SC)
- Sajith Saranga (Isipathana College)
- Sharoo Fernando (Havelock SC)
- Iddris Omar (Trinity College)
- Milinda Gunawardena (Trinity College)

NUMERI 8:
- Dushanthe Lewke (CR&FC)
- Ishan Noor (St Peter's College)
- Mohamed Ruzmi (Trinity College, Kandy)

MEDIANI DI MISCHIA:
- Radeesha Seneviratne (Air Force SC)
- Amjad Buksh (CR&FC)
- Adid Hameed (Trinity College, Kandy)
- Tuan Shamrock (CH&FC)
- Milinda Bandara (Police SC)

MEDIANI DI APERTURA:
- Shanaka Petersz (St. Joseph's College)
- Harsha Weerakkody (St. Peter's College)
- Wasim Thajudeen (Havelock SC)
- Ashan De Costa (CR&FC)

TREQUARTI CENTRI:
- Niroshan Karunanayake (CR&FC)
- Lasintha De Costa (CR&FC)
- Chula Susantha (Police SC)
- Dinusha Chathuranga (Isipathana College)
- B. Ambuwangala (Army SC)

TREQUARTI ALI:
- Mathisha Silva  (CH&FC)
- V. S. Handapangoda (Army SC)
- Gerald Canute (St Peter's College)
- Viswajith Wijesinghe (Trinity College, Kandy)

ESTREMI:
- Mohamed Sheriff (CR&FC)
- Riza Mubarak (CR&FC)
- Dulip Methruwan (Havelock SC)
- T. A. Silva (Army SC)